# Pauline Mahieu
  Pauline Mahieu    (Villeneuve-d'Ascq, 13 de març de 1999), és una nedadora francesa del club nordcatalà Canet 66 Natation.

## Trajectòria
Va guanyar la final 100 mètres esquena als Campionats de França de natació de curs curt de 2015. Als Jocs Europeus de 2015, va ser la medalla de plata en 50 mètres esquena i la medalla de bronze en 100 mètres esquena.
Es va coronar campiona de França en els 200 mètres esquena als Campionats de França de natació de 2019 a Rennes.
Amb les seves actuacions aconseguides a la trobada internacional Mònaco 2022, Pauline Mahieu va millorar tres vegades les actuacions del Top 10 (de la FFN) de tots els temps en proves d'esquena. A continuació, Pauline Mahieu torna a actualitzar la taula de referències històriques nacionals dels 200 m, des del primer dia de la trobada internacional de Canet de Rosselló. En 2 min 11 s 10, va guanyar dos llocs al Top 10 de tots els temps, pujant al 7 lloc.
Als campionats del món 2023 de Fukuoka, Pauline Mahieu fa el rècord de França del 100 metres esquena que tenia Laure Manaudou i es qualifica per a la final. Es va classificar per participar als Jocs Olímpics de París 2024.